# Němčičky, Brno-venkov
Němčičky là một làng thuộc huyện Brno-venkov, vùng Jihomoravský, Cộng hòa Séc.